# De Geer af Finspång
De Geer af Finspång är en svensk friherrlig ätt som år 1797 förgrenades från den adliga ätten De Geer. Ätten har sitt namntillägg från Finspångs slott. Bland framstående ättemedlemmar märks Sveriges förste statsminister Louis De Geer, liksom dennes son och namne, tillika statsminister, Louis De Geer.

## Historik

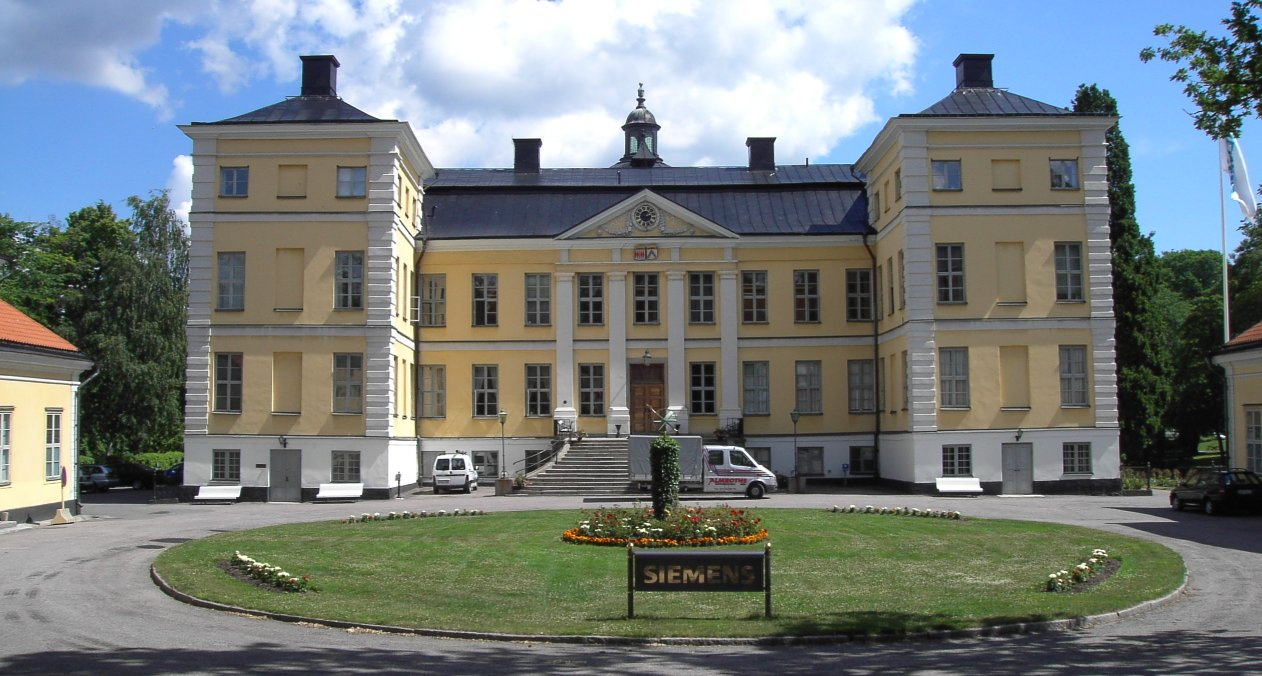
Finspångs slott 2005.

En son till överintendenten Louis De Geer (1705–1758) till Finspång, Stiernvik, Johannisberg och Eköen och hans första hustru, friherrinnan Eva Christina Oxenstierna af Eka och Lindö, och deras ende efterkommande på svärdssidan, var Johan Jacob De Geer (1737–1809). Han gjorde karriär i militären och vid hovet, samt var hedersledamot av Konstakademien och Musikaliska akademien, samt ärvde Finspångs bruk av sin far. År 1797 upphöjdes han till friherre och introducerades i den egenskapen på Sveriges riddarhus året därefter på nummer 312.
De Geer af Finspång var gift två gånger. Med första hustrun, grevinnan Hedvig Beata Stackelberg nr 100, fick han dottern Elisabeth som gifte sig med Mattias Alexander von Ungern-Sternberg och fick flera efterkommande på spinnsidorna. De Geers andra hustru var kusin med den förra, grevinnan Fredrika Aurora Taube; den senare var Bureättling bland annat genom sin mormor grevinnan Sophia Piper. Dottern Charlotta Aurora De Geer var gift två gånger, med Nils Gyldenstolpe, som hon skildes från, och Gustaf af Wetterstedt. Charlotta Aurora De Geer var hovdam, statsfru hos drottning Fredrika och överhovmästarinna. Likaså var hennes yngre syster Emilie Fredrika Aurora De Geer hovdam hos drottningen och gift två gånger, första gången med Mauritz Clairfelt, som hon skildes från, och sedan med Carl Fredrik Piper (1785–1859). Sonen Johan Jacob De Geer den yngre var hovmarskalk och deltog i den beskickning som överlämnade Pommern och Rügen.
Ätten fortlevde på svärdssidan med de föregåendes bror, hovmarskalken Gerhard De Geer af Finsprång, och hans hustru, Henrica Charlotta Lagerstråle, dotter till Per Gustaf Lagerstråle och friherrinnan Beata Cederström. En av deras söner var Sveriges förste statsminister Louis De Geer.
Statsministerns äldre bror Carl Johan Gerhard De Geer af Finspång var legationssekreterare och ogift. Systrarna till dem gifte sig med grosshandlare Arfwedson, Fabian Wrede, Hans Wachtmeister och med generalmajoren John Améen. Flera bröder verkade inom militären men var ogifta.
Ätten fortlevde med tre grenar. Äldre grenen utgår från statsminister De Geers äldre bror majoren i Väg- och vattenbyggnadskåren Gustaf Gerhard De Geer af Finspång och hans hustru Nathalia Ramsay, vars mor var grevinna Kalling. Deras äldste son Carl Gustaf Gerhard De Geer var verksam inom boktryckeriet och förlagsbranschen som VD för Almqvist & Wiksell.
Statsminister Louis De Geer af Finspång var gift med grevinnan Caroline Lovisa Wachtmeister af Johannishus, och deras äldste son Louis De Geer var likaså statsminister ett kort tag samt landshövding. En yngre son var geologen Gerard De Geer. Till denna gren hör också Sten De Geer, Arvid De Geer, Magnus De Geer och Carl Johan De Geer.
Den tredje grenen av ätten utgår från kaptenen Hjalmar Rudolf Gerard De Geer af Finspång och hans hustru, som var hans syssling, Ebba Lidman, dotter till Sven Lidman och Ebba Annerstedt. En son till dessa var Fabian De Geer, som var far till Jacob De Geer, Louis De Geer och "bandybaronen" Gerard De Geer samt farfar till företagsledaren och försvarsministern Lars De Geer. Lars De Geer är far till Gerard De Geer.